# Kaonik (Kruševac)
Pour les articles homonymes, voir Kaonik.
Kaonik (en serbe cyrillique : Каоник) est une localité de Serbie située sur le territoire de la Ville de Kruševac, district de Rasina. Au recensement de 2011, elle comptait 1 264 habitants.
Kaonik est officiellement classé parmi les villages de Serbie.

## Démographie

### Évolution historique de la population
| 1948  | 1953  | 1961  | 1971  | 1981  | 1991  | 2002  | 2011  |
| ----- | ----- | ----- | ----- | ----- | ----- | ----- | ----- |
| 2 011 | 2 073 | 2 031 | 1 944 | 1 842 | 1 652 | 1 460 | 1 264 |

|  |